# Porte Didot
La porte Didot, anciennement appelée porte de Malakoff est une porte de Paris, en France, située dans le 14e arrondissement.

## Situation et accès
La porte Didot est une modeste porte de la capitale située à 500 m à l'ouest de la porte de Châtillon et à 550 m à l'est de la porte de Vanves. Elle se trouve sur le boulevard Brune et donne accès à la rue Didot qui permet de pénétrer dans Paris en passant devant l'hôpital Broussais. En se dirigeant vers la banlieue, au-delà du boulevard périphérique, la commune voisine de Malakoff s'ouvre par la rue Victor-Hugo.
La porte Didot est desservie par la ligne de tramway T3a à la station Didot et, à 550 m à l'ouest, par la station de métro Porte de Vanves (ligne 13).

## Origine du nom
La porte Didot se trouve à l'extrémité sud de la rue Didot, dont elle tient son nom, lequel rend hommage à la famille Didot, dynastie d'imprimeurs, éditeurs et typographes français.

## Historique

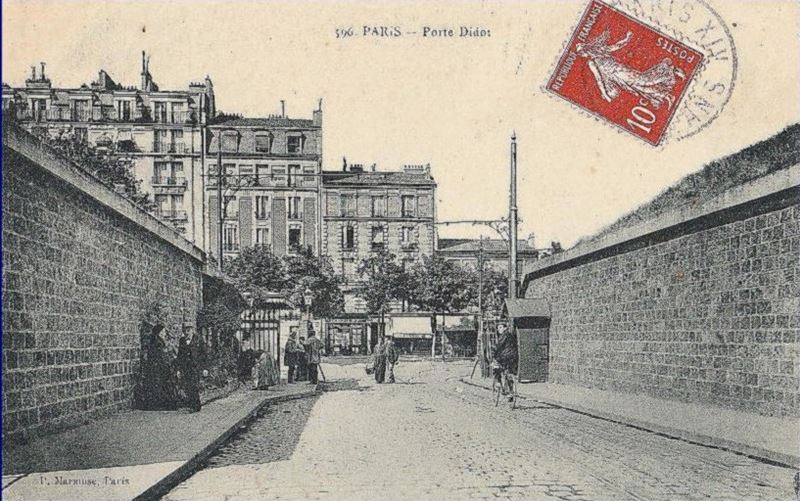
La porte Didot en 1908.

Cette porte est ouverte entre 1895 et 1900 sous le nom de « porte de Malakoff », car elle conduit à la ville de Malakoff, avant de prendre sa dénomination actuelle vers 1930 après l'ouverture de l'avenue de la Porte-Didot.

## Bâtiments remarquables et lieux de mémoire
Située à proximité du complexe sportif du stade Jules-Noël, la porte Didot offre un accès au lycée François-Villon et au lycée Raspail, à des infrastructures sportives et à la piscine municipale du quartier.
Le marché aux puces de la porte de Vanves débute à la porte Didot.